# Église Saint-François-de-Sales de Faucigny
L'église Saint-François de Salles est une église catholique du XIXe siècle construit sur la commune de Faucigny, en France. Elle est consacrée à saint François de Sales.

## Localisation
L'église est située au chef-lieu la commune de Faucigny, dans le département français de la Haute-Savoie.
Cette église est l'un des clochers de la paroisse La Trinité au pays des Voirons. Cette dernière dépend du doyenné du Faucigny au sein du diocèse d'Annecy.

## Historique
Une église primitive existait à proximité du château, à l'est. Une seconde a été édifiée ensuite au nord-est. 
À l'origine, l'église paroissiale était dédiée à saint Ymier, un moine originaire du Jura, cependant au cours du XVIIe siècle on lui associe le fameux saint apôtre local du laïcat, François de Sales (1567-1622), canonisé en 1665 et attesté ici à partir de 1679.
Au XIXe siècle, la paroisse de Faucigny est réunie à celle de Peillonnex. L'église ayant disparu, une nouvelle est construite au chef-lieu en 1854.

## Description
La nouvelle église édifiée au cours du XIXe siècle possède une coupole.
En 1867, la décoration intérieure fut confiée au peintre J.B Ferraris. Elles sont restaurées en 2003.

## Protection
L'édifice est inscrit au titre des monuments historiques en 2001.